# Mujeres y globalización en China

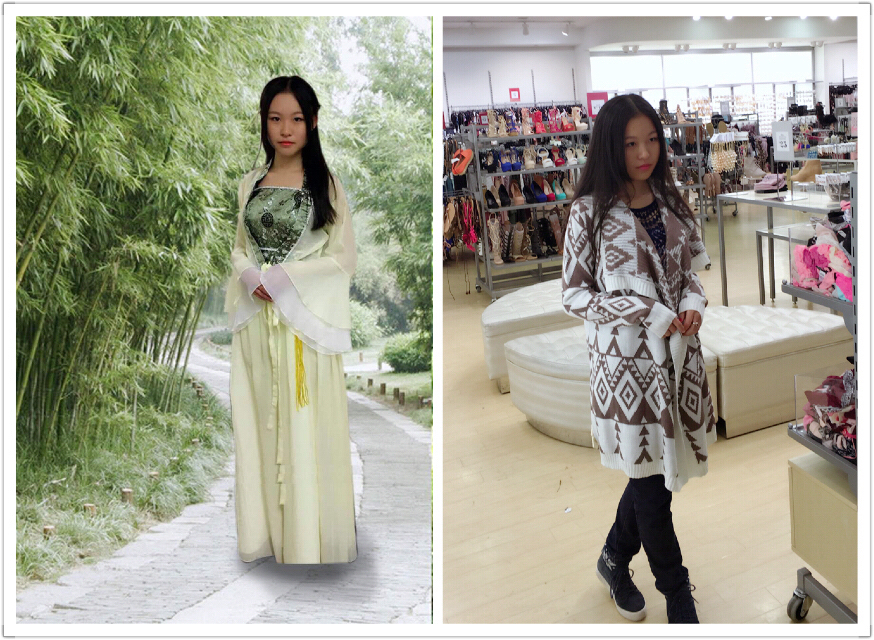
Una mujer china vestida con ropa tradicional y otra comprando ropa contemporánea. El contraste muestra cómo la globalización ha cambiado la moda y la cultura de las mujeres en China.

El estudio del impacto de la globalización sobre las mujeres en China examina el papel y el estatus de las mujeres chinas en relación con los cambios políticos y culturales que han tenido lugar como consecuencia de la globalización. La globalización se refiere a la creciente interacción e integración de personas, productos, culturas y gobiernos alrededor del mundo fomentada por el comercio, la inversión y las tecnologías de la información. La globalización afectó los derechos de la mujer y la jerarquía de género en China tanto en aspectos de la vida doméstica como el matrimonio y la primogenitura como en el lugar de trabajo. Estos cambios alteraron la calidad de vida y el acceso a oportunidades de las mujeres en China.
Las dinámicas de inequidad de género se basan en principios ideológicos sostenidos por el régimen político imperante. Durante la era imperial dominaba el paradigma social del confucianismo, cuyos ideales enfatizaban la moralidad, la fortaleza de carácter y el respeto por los lazos sociales y el statu quo. Confucio predicó jen (humanidad) y la igualdad y educabilidad de todas las personas. Sin embargo, estas creencias fueron utilizadas por neoconfucianistas y líderes imperiales para reforzar jerarquías sociales que podían llevar a la opresión física y social de las mujeres. A medida que el gobierno chino comenzó a reasimilarse a la comunidad global a finales del siglo XIX y principios del XX, sus políticas se alejaron de los ideales confucianos convencionales llevando a cambios en el papel de la mujer. Cuando Mao Zedong establece la República Popular China en 1949, se produce un cambio significativo en los roles de género tradicionales. Su muerte marca el comienzo de la actual administración comunista y de la afluencia de comunicaciones internacionales en el comercio, la política y la cultura popular. A partir de la década de 1980, el movimiento por los derechos de la mujer cobra impulso, convirtiéndose en un problema nacional, así como en un signo de modernización. Algunos reporteros afirman que la globalización y la Iniciativa de la Franja y la Ruta han causado un aumento del tráfico sexual.
Tradicionalmente, las mujeres rurales trabajaron junto a su familia en la producción de cultivos como té y arroz. En las zonas urbanas, en cambio, las mujeres trabajan fuera de la casa, en general en fábricas. Para ayudar a mantener los derechos de las mujeres en las fábricas, se construyeron sindicatos y organizaciones. Además, las mujeres suelen estar encargadas de las tareas domésticas dentro del hogar.

## Sesgo occidental
Los intelectuales occidentales históricamente han utilizado ideas de subordinación y victimización para caracterizar la feminidad tradicional china. Estas creencias se construyeron en gran medida sobre la base de agendas ideológicas y políticas, siendo ampliamente aceptadas a pesar de su etnocentrismo. Los primeros escritos europeos relacionados con las mujeres chinas fueron producidos por misioneros y etnólogos a fines del siglo XIX. El objetivo de los misioneros era "civilizar China", y destacar la debilidad y la victimización preveía la continuación de su trabajo. Esta creencia llevó a los académicos a utilizar la subordinación femenina como un medio para validar las ideas occidentales sobre la cultura china y los principios confucianos.
En la década de 1970, la formación de movimientos feministas comenzó a afectar la literatura que rodeaba a las mujeres en China. Los estudios sobre las mujeres chinas de este período se preocuparon por la liberación de la mujer y simpatizaron con el movimiento feminista. Este sentimiento influyó en gran medida en los temas y la metodología de la investigación. Con este cambio de perspectiva, el foco del discurso permaneció en la subordinación de la mujer, la opresión patriarcal y la victimización. Estos estudios examinaron tópicos como el vendaje de los pies y la expectativa de castidad en las viudas. La literatura formulada por escritoras feministas no hizo nada para disipar el mito de la mujer débil y sumisa. En vez, estos trabajos proporcionaron un nuevo sesgo que no se había articulado antes. Las feministas consideraban que las mujeres chinas eran parte de una "feminidad universalmente subordinada". Esta línea de pensamiento ilustra la superioridad cultural intrínsecamente sentida por las mujeres occidentales. Los escritos sobre la mujer china rara vez dan cuenta de las diferencias de edad, etnia o clase, prefiriendo describir el estatus de la mujer como un elemento estático y unitario de la cultura china, a pesar de las fronteras políticas y geográficas que definían las diferentes regiones y las condiciones económicas. Cambios sociales ocurridos a lo largo de la historia.

## Historia de la opresión femenina en el matrimonio

### Roles tradicionales y confucianismo
Desde la dinastía Han (206 a. C.-220 d. C.) hasta el período moderno (1840-1919), los eruditos y gobernantes desarrollaron una sociedad patriarcal dominada por hombres. El patriarcado es un sistema social y filosófico en el que los hombres son considerados superiores a las mujeres y, por lo tanto, los hombres deberían tener más poder en la toma de decisiones que las mujeres. El confucianismo estuvo en la raíz del desarrollo de la sociedad patriarcal en China y enfatizó las distinciones entre los sexos y sus roles dentro de la familia. Estas ideologías continuaron durante la dinastía Tang (618-907), y desde muy temprana edad se les enseñaba a las niñas a ser sumisas a sus padres, luego a sus maridos y más tarde a sus hijos. Durante la dinastía Song (960-1297), los eruditos confucianos desarrollaron aún más la tradición patriarcal con más restricciones para las mujeres, incluido el vendaje de los pies para las niñas a una edad muy temprana.

### Vida matrimonial en la China imperial
El sistema tradicional chino de matrimonio beneficiaba a los hombres. Este efecto se veía tanto en la monogamia, como el concubinato, el divorcio y en la herencia de linaje y propiedad patrilineales. Después del Período de Primaveras y Otoños, los hombres de la élite podían tomar esposas, concubinas y doncellas primarias y secundarias. A las mujeres chinas antiguas se les negaba el derecho a elegir sus matrimonios. Generalmente, el matrimonio tradicional chino era organizado por los padres de los contrayentes como medio de crear alianzas entre las dos familias y asegurar la continuidad de la línea familiar. La misión principal de una mujer casada, independientemente de su condición social, era tener al menos un hijo que continuara con el apellido. Las mujeres eran valoradas principalmente por su función reproductiva.
En la antigua China dominaban tres tipos de matrimonio. El primer tipo de matrimonio tradicional chino, que se originó en la sociedad primitiva, fue el "matrimonio de captura", en el que el novio iba a la casa de su posible novia al anochecer para "secuestrarla". El segundo tipo fue el "matrimonio de compra", en el que los hombres pagaban por la mujer con la que se iban a casar. Una vez que las mujeres eran compradas, se convertían en posesión de su marido y podían ser intercambiadas o vendidas. El tercer tipo fue el " matrimonio concertado", que se remonta a los Estados Combatientes, enfatizaba la necesidad del control de los padres y las instituciones de emparejamiento. Los casamenteros actuaron como intermediarios para ambas familias. Si no hubiera un casamentero, el matrimonio podría considerarse inaceptable y podría disolverse. Una vez que dos personas se casaban, la esposa dejaba a su familia, vivía con la familia del esposo y era obediente a sus suegros como si fueran sus propios padres.

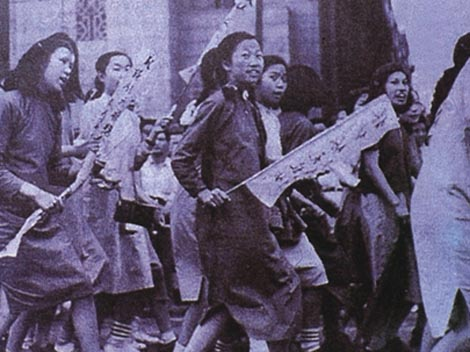
Manifestantes en el Movimiento del Cuatro de Mayo

Durante la dinastía Chou, la clase alta consideraba a las nueras como mercancías de los padres del marido, no de los maridos. Esto significaba que las esposas tenían que estar subordinadas a los suegros. Se esperaba que tuvieran modales impecables, incluso abstenerse de toser y estornudar en presencia de los padres de sus maridos. Las esposas no podían salir de sus habitaciones ni aceptar regalos de parientes sin permiso. Negarse a entregar los obsequios a los suegros conduce al abuso físico y la expulsión de la familia. Además, se requería que las esposas sirvieran a los suegros, lo que incluía ayudarlos a bañarse, arreglar la ropa de cama y cocinar. La gente puso un fuerte énfasis en la preparación de alimentos en la antigua China. Cocinar era una de las tareas que más tiempo requería para las esposas debido a los rituales tradicionales y las altas expectativas sobre el sabor y el atractivo de la comida.
El movimiento por la "Nueva Cultura" comenzó en China alrededor de 1916 luego de las actividades fallidas de la Revolución de 1911 para establecer un gobierno republicano, y continuó durante la década de 1920. El Movimiento del Cuatro de Mayo, que tuvo lugar el 4 de mayo de 1919, fue una manifestación encabezada por estudiantes de la Universidad Nacional de Pekín contra el gobierno, en la que protestaban por la abolición del confucianismo y los cambios en el sistema de valores tradicional. Muchos creían que la solución a los problemas de China sería adoptar las nociones occidentales de igualdad y democracia . Dado que el movimiento hizo hincapié en los esfuerzos grupales y la propaganda, las mujeres participaron en numerosas tareas colectivas, como la publicación, la producción de obras de teatro y la recaudación de fondos, lo que las ayudó a obtener más contacto social con los hombres y ganar respeto.

### Reformas al matrimonio en elsigloXX
El matrimonio monógamo heterosexual moderno se estableció oficialmente con la Ley de Matrimonio de 1950, después de la fundación de la República Popular China. La Nueva Ley de Matrimonio declaró la abolición del sistema de matrimonio feudal, que incluía al matrimonio concertado y forzado, la superioridad masculina y el desprecio por los intereses de los niños. Esta ley también afirmó los derechos al divorcio y abrazó el matrimonio de libre elección. Aunque se han logrado avances, las mujeres chinas están restringidas por el sistema de matrimonio heteronormativo e hipergamo . Actualmente, todavía se espera que todas las mujeres chinas se casen con un hombre con un nivel educativo y económico alto antes de los 30. Muchas mujeres profesionales urbanas bien educadas y bien pagadas tienden a retrasar la búsqueda de pareja y el matrimonio, lo que resulta en un supuesto renacimiento de la tradición: el emparejamiento de los padres. Dado que los padres chinos generalmente ya no "utilizan el matrimonio de una hija para construir una red familiar o mantener el estatus social del hogar", este emparejamiento no es un matrimonio forzado; es una sugerencia destinada a beneficiar a sus hijas.
Como resultado de estas reformas, hubo cambio en el rol de las esposas tanto en zonas rurales como urbanas. Hoy, el papel de una esposa es mantener a su esposo e hijos, no servir a sus suegros. Las suegras tienen menos autoridad y las parejas casadas pueden tener relaciones más íntimas. Desde que se estableció la política del hijo único, las esposas urbanas han dedicado su tiempo a criar "'el hijo único perfecto'", por lo que ahora se esfuerzan más en crear sus propias familias que en servir a los suegros. A pesar de este enfoque en los niños, la residencia patrilocal aumentó nuevamente hacia fines del siglo XX. Los padres urbanos se han mantenido cerca de sus hijos para ayudarlos a encontrar trabajo, vivienda y servicios. Las mujeres rurales también han ganado más autonomía, incluida la libertad de expresar sus opiniones y deseos. Las esposas en el campo rico han exigido la construcción de mansiones para residencias neolocales.

## Vida doméstica de una mujer china

### Vendado de pie

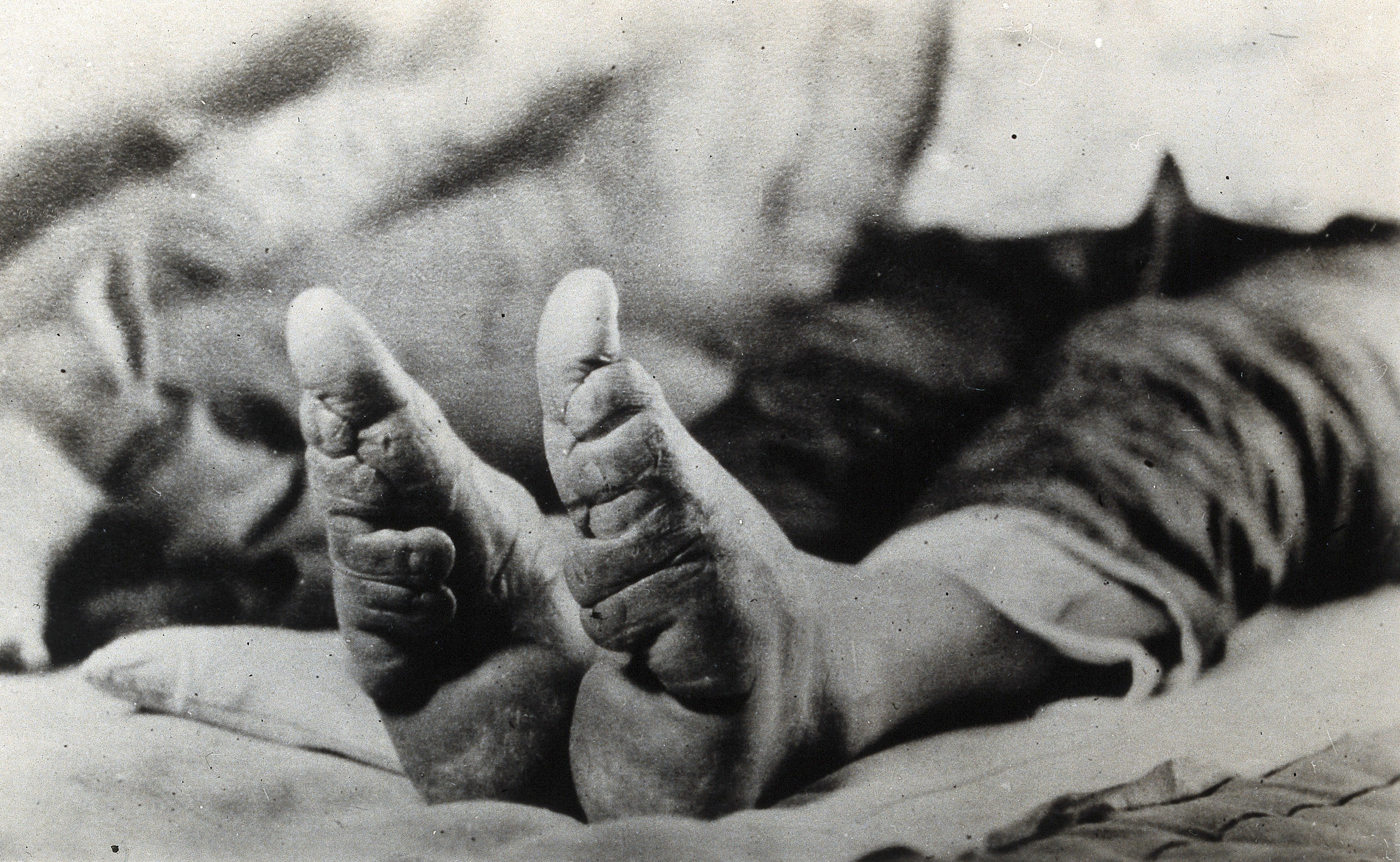
Efectos del vendaje de pies.

El vendado de pies es un proceso en el que se rompe el arco de los pies de una mujer y se envuelven los dedos contra el pie para crear un pie más pequeño con un arco agudo. Estos "puños de carne" se consideraban atractivos y excitantes para los hombres. La práctica se transmitió de generación en generación como un requisito previo para el matrimonio. El proceso de vendaje de los pies era doloroso y, a menudo, recluía a las mujeres en sus habitaciones. Pocas mujeres de clase baja podían vendarse los pies porque necesitaban poder caminar normalmente para realizar las tareas del hogar. Los pies vendados se convirtieron en un símbolo de estatus y riqueza. Los reformadores masculinos chinos durante el período del imperialismo reconocieron la liberación de las mujeres chinas como algo necesario por su propio bien. La humillación por la que China había pasado a nivel internacional se volvió contra las "mujeres" chinas. Naturalmente, se reconoció que el vendaje de pies fue una "vergüenza nacional", por lo que se desencadenaron campañas contra el vendaje de pies en las décadas de 1890 a 1900. Además, el nuevo gobierno que surgió de la revolución de 1911 prohibió la práctica. Así, comenzó a desaparecer en las zonas costeras entre 1900 y 1920. Sin embargo, la práctica siguió siendo popular en las áreas del interior de China hasta la década de 1930 e incluso en la década de 1950.

### Cambios en las costumbres basados en el confucianismo
Bajo el confucianismo, la familia típica era patriarcal porque los hombres tenían la capacidad de transmitir el apellido y continuar el linaje de los antepasados ; se esperaba que las mujeres fueran serviles. La adopción de valores familiares occidentales en el siglo XX desafió los valores tradicionales chinos. El nacionalismo contribuyó a los cambios de costumbres y estatus de la mujer. La revolucionaria nacionalista Qiu Jin promovió el feminismo a través de varios ensayos y discursos, así como a través de su Chinese Women's Journal. Jin reprendió las palizas a las esposas, el infanticidio femenino, los matrimonios arreglados y los pies vendados. Finalmente comenzó a enseñar en una escuela de niñas. Por esta época, se abrieron muchas otras escuelas para niñas en China. Esto condujo a mayores oportunidades laborales para las mujeres en la década de 1920.
Más tarde, cuando el régimen comunista cambió la estructura de la sociedad china a través de la reforma económica, se modificó la estructura de la familia china. "Los Cuatro Viejos" ( sijiu ) - viejas ideas, viejos hábitos, viejas costumbres, viejas culturas - fueron desalentadas y reemplazadas por la ideología comunista, particularmente durante la Revolución Cultural. La economía pasó al control total del gobierno con pocas posibilidades de poseer propiedad privada y propiedad comunal. La colectivización destruyó los sistemas basados en la familia y tuvo un gran efecto sobre la motivación de los trabajadores y las lealtades familiares.
La estructura social tradicional fue degradada aún más por la Revolución Cultural. Los Guardias Rojos enfrentaron a los miembros de una familia entre sí mientras buscaban "enemigos de clase" para enviarlos a "reeducación", lo que finalmente resultó en la pérdida de los lazos familiares. Las mujeres fueron elevadas al mismo estatus que los hombres a través de una serie de leyes que prohibían prácticas como los matrimonios concertados, los concubinatos, las dotes y los esponsales de niños. Según estas leyes matrimoniales, las mujeres disfrutaban de bienes comunes en el matrimonio y podían solicitar el divorcio.
Como resultado del gobierno comunista en China, el estatus social de la mujer mejoró mucho. Las mujeres fueron empoderadas para trabajar fuera del hogar. El régimen comunista también provocó el fin de prácticas como el vendaje de los pies, los matrimonios infantiles, la prostitución y los matrimonios concertados. China ha visto una disminución en la violencia doméstica debido a los programas de base apoyados por el gobierno para contrarrestar estas prácticas. Las mujeres de las zonas rurales siguen sin recibir educación en gran medida.

### Control de la población
Durante el período de reforma, el régimen comunista en China reguló el control de la natalidad mediante la política del hijo único. El gobierno formuló políticas con la intención de desarrollar la ciencia de la población "a través de la absorción selectiva de la ciencia y la tecnología occidentales". En 1979 se implementó la Política de Nacimientos Planeados. El gobierno chino solo permitió un niño por familia Han, y se permitieron más niños a familias que no eran Han. Dado que esta política de natalidad planificada se implementó con base en leyes locales en lugar de una ley de población nacional, el nivel de restricción de natalidad difería en las áreas urbanas y rurales. En las familias cuyos ingresos dependen de la agricultura, el hogar es la unidad fundamental de producción, por lo que muchas familias rurales prefieren pagar las elevadas multas por el exceso de natalidad.
En 2011, las parejas de la ciudad que provenían de familias con un solo hijo podían tener un segundo hijo, mientras que las parejas de las zonas rurales podían tener un segundo si solo uno de ellos provenía de una familia con un solo hijo. En 2013, la revisión posterior de la Política de nacimientos planificados permitió que las parejas en las que ninguno de los padres tuviera hermanos tuvieran dos hijos. En 2015, China permitió que todas las parejas tuvieran dos hijos, aboliendo su política de un solo hijo de décadas para las familias urbanas.
Otro ejemplo de control de la población es la prevalencia del infanticidio femenino. La gente de las zonas rurales practicaba el infanticidio femenino y el abandono selectivo debido a la preferencia de los hijos varones sobre las hijas. Desde la década de 1980, aproximadamente 200.000 niñas mueren al año debido a la preferencia por los niños varones y al avance de tecnologías como el ultrasonido, que ayuda a determinar el sexo del feto. Además del infanticidio femenino, las niñas están siendo desregistradas o abandonadas por sus familias, lo que les impide recibir educación y los beneficios legales que ofrece el gobierno. Estos métodos de control de la población han resultado en una enorme brecha de género en China.

## Mujeres chinas en el lugar de trabajo

### Historia de la mujer trabajadora
En la era imperial, las mujeres sufrieron restricciones físicas que limitaron sus posiciones sociales. Llevaban a cabo trabajos que requerían una actividad física mínima, como tareas domésticas y producción de textiles.
Durante el gobierno de Mao (1949-1976), las mujeres chinas eran necesarias para su trabajo manual en la agricultura y la industrialización urbana. Para compensar su arduo trabajo, se les proporcionó acceso a la educación y la política. El gobierno chino apoyó la educación de las mujeres. El porcentaje de niñas que asistían a la escuela era del 96,2% frente a menos del 20% antes de la República Popular (1949). El gobierno chino ha tratado de disminuir el número de mujeres analfabetas al mismo tiempo que promueve escuelas para adultos y vocacionales. El porcentaje de analfabetos ha bajado del 90% en 1949 y del 32% en 1993. Si bien la discriminación contra la mujer disminuyó durante los primeros 30 años del régimen comunista, estas siguieron sin ocupar puestos con un poder real de decisión.
El gobierno chino ha realizado grandes esfuerzos para lograr un alto nivel económico para las mujeres. Desde 1949, con la fundación de la República Popular, la tasa de mujeres empleadas ha aumentado. Las mujeres chinas representan el 44% de la fuerza laboral y el 34,5% de la fuerza laboral femenina en el mundo.

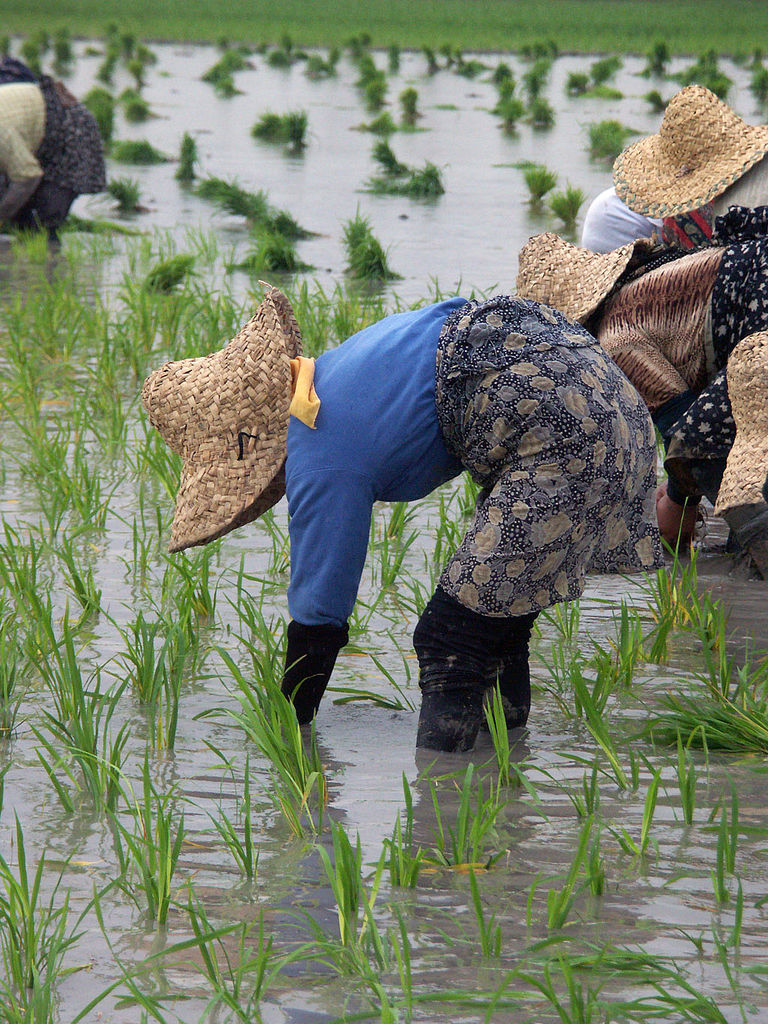
Mujeres trabajando en los campos de arroz.

### Zonas rurales
El papel clave que tienen las mujeres en la agricultura es mantener la propiedad de las principales fuentes de producción en las zonas rurales. En la China tradicional, a las mujeres no se les permitía poseer tierras o propiedades. La tierra se heredaba a través de los hijos, y si no había ningún hijo en la familia, la tomaba un pariente varón cercano. En las zonas menos pobladas, las mujeres realizan más trabajo agrícola que los hombres debido a la rotación de cultivos . En las zonas más pobladas, los hombres trabajan más que las mujeres porque se utiliza el cultivo extensivo con arado . La participación femenina es alta en el área de arroz de doble cultivo . Otros tipos de trabajo que realizan las mujeres en el campo incluyen la cría de cerdos y aves, el hilado, el tejido, la cestería y otras artesanías. Este tipo de trabajo complementa los ingresos agrícolas.

### Áreas urbanas

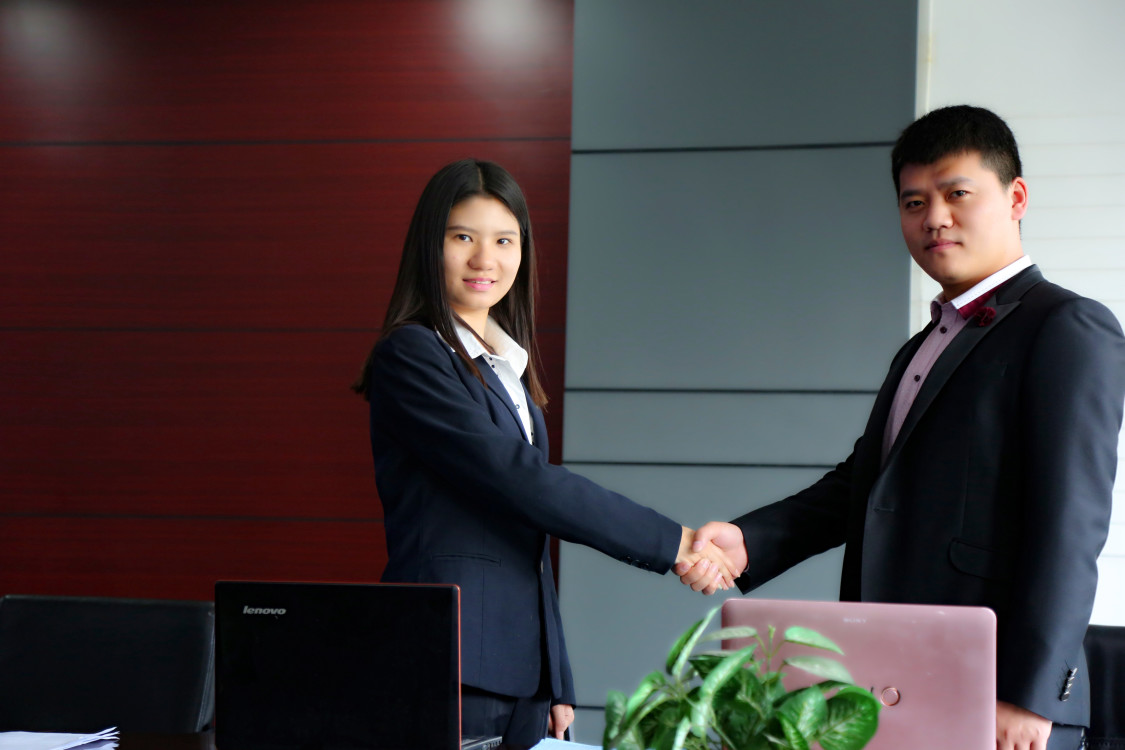
Una mujer profesional hace un trato con un cliente masculino. Esto muestra como la globalización ha aumentado las oportunidades laborales para las mujeres en las zonas urbanas de China.

Las políticas económicas de China sentaron las bases del impulso de industrialización en el desarrollo orientado a la exportación y su dependencia de la fabricación de bajos salarios para producir bienes de consumo para el mercado mundial. Las jóvenes migrantes dejaron sus hogares en entornos rurales para trabajar en áreas industriales urbanas. Entre los trabajos que estas jóvenes migrantes llevaban a cabo se encuentran la industrialización orientada a la exportación, la fabricación en electrónica y el ensamblaje de juguetes, la costura en la producción de prendas de vestir y el ensamblaje y la costura mixtos en la industria del calzado. Hong Kong y Shenzhen fueron ciudades establecidas como centros de industrialización orientada a la exportación, y las trabajadoras migrantes han constituido el 70% de los tres millones de habitantes de Shenzhen.
Los empleadores del sector privado son reacios a contratar mujeres porque la ley china exige que el empleador cubra los costos de la licencia de maternidad y el parto. Sin embargo, existen industrias prefieren a las trabajadoras porque las consideran más adecuadas. Por ejemplo, la economía de la belleza, que se define como "un mercado en el que se utilizan mujeres jóvenes y atractivas para promover productos y servicios comerciales", incluye la industria de las ventas. El desarrollo de la industria de las ventas ha aumentado las oportunidades laborales para las mujeres, pero las mujeres también están restringidas a profesiones socialmente aceptables.

## Migrantes económicos
Un fenómeno reciente, la migración de trabajadores rurales chinos comenzó en 1984 cuando las Regulaciones del Registro de Residencia Permanente se volvieron menos punitivas y permitieron que las personas se mudaran para encontrar empleo. La gente abandonó las áreas rurales para escapar de la pobreza y las mujeres se fueron debido a la falta de oportunidades locales para las mujeres. En las ciudades, las mujeres podían encontrar nuevos trabajos en fábricas mal pagados que no requerían trabajadores altamente calificados. Según las estadísticas nacionales, la proporción de trabajadores migrantes masculinos y femeninos es en promedio de 2:1, y se estima que entre 30 y 40 millones de mujeres migrantes trabajan en las ciudades, a saber, Hong Kong y Shenzhen.

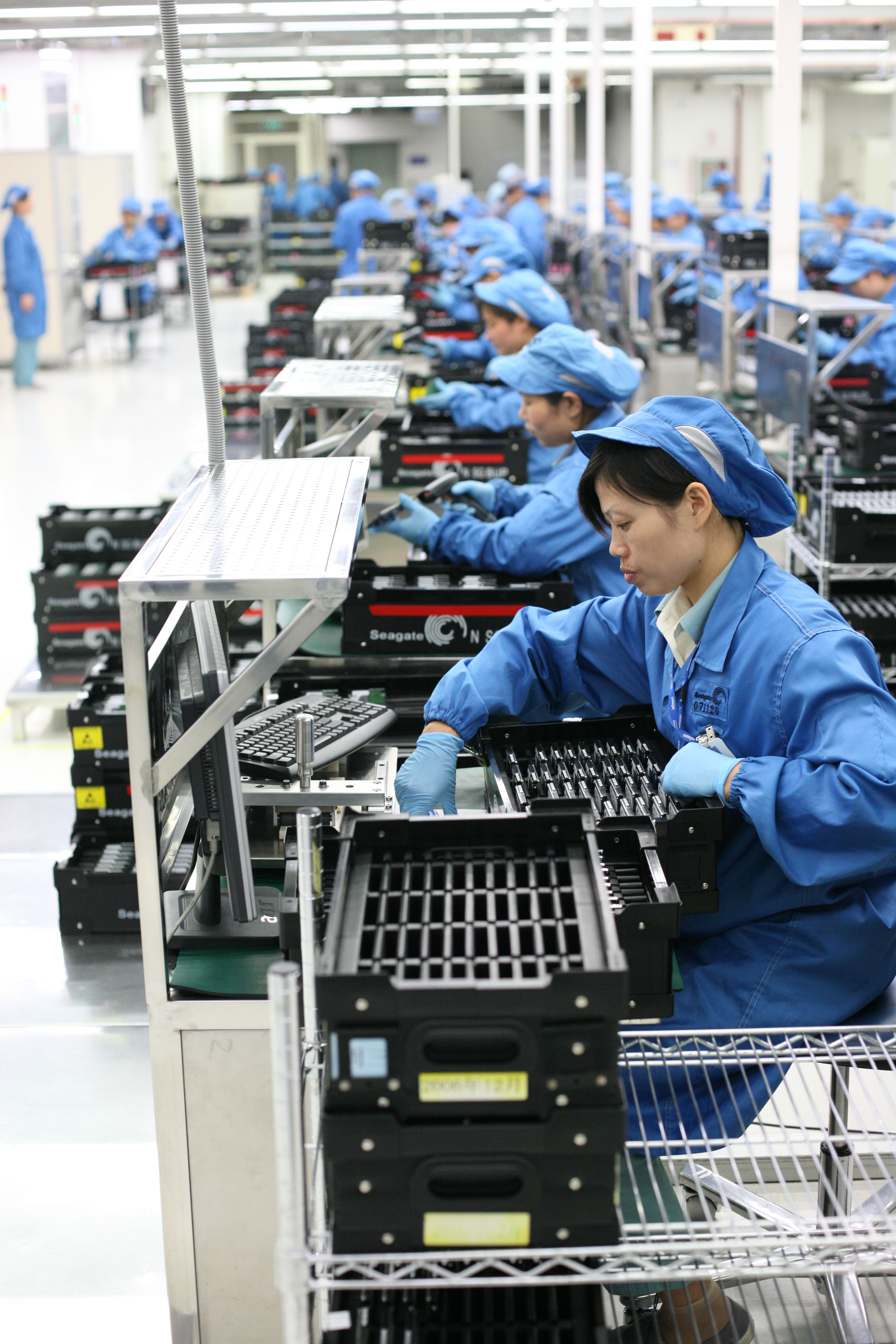
Trabajadoras de una fábrica de computadoras portátiles realizan las pruebas finales y el control de calidad antes de enviar las unidades a los clientes.

En el distrito de Nanshan de Shenzhen, las mujeres constituían el 80% de la fuerza laboral y tenían una edad promedio de 23 años. Las trabajadoras jóvenes son preferibles a las mujeres o los hombres mayores por varias razones. En primer lugar, dado que las mujeres casadas tienen menos movilidad, las trabajadoras migrantes son más jóvenes y tienen más probabilidades de ser solteras que sus homólogos masculinos. Las jóvenes rurales son preferidas para estos trabajos principalmente porque tienen menos probabilidades de quedar embarazadas y están dispuestas a soportar jornadas laborales más largas. Tienen "dedos ágiles y tendrán menos experiencia para solicitar sus derechos legales. En muchos casos, las mujeres migrantes firman contratos en los que declaran que no se quedarán embarazadas mientras dure el empleo.”
Muchas mujeres rurales son enviadas a buscar empleo en las ciudades en lugar de sus homólogos masculinos  para complementar los ingresos familiares en el hogar y para apoyar a los hombres, que tienen más probabilidades de asistir a la universidad. El nivel de educación masculino en China es más alto, particularmente cuando una familia está bajo estrés financiero, es más probable que las mujeres abandonen la escuela para generar ingresos para la familia. Debido a que las mujeres tienen un impacto menor en la estabilidad financiera a largo plazo de la familia, sus derechos para el desarrollo de oportunidades son, en consecuencia, desiguales. Esta desigualdad también refuerza las motivaciones emocionales para la migración. Muchas mujeres migran para encontrar la realización personal. Los estereotipos en China que se desarrollaron como resultado de la globalización retratan a las mujeres rurales como "'atrasadas'" y a las mujeres urbanas como "'modernas'". Muchas personas asocian la modernidad con la madurez, por lo que las mujeres rurales migran a las ciudades para ser percibidas como maduras. Las mujeres migrantes también aprecian el conocimiento que obtienen (incluyendo la conciencia política y de sí mismas) mientras viven en las ciudades. Algunas mujeres incluso informan que desean abandonar las aldeas como resultado del aburrimiento de la vida rural. Las ideas perpetuadas debido a la globalización aumentaron simultáneamente las intenciones de las mujeres de independizarse; muchos trabajadores migrantes desean vidas separadas de las de sus familias.
Este nuevo sistema permitía migrar a los residentes rurales, no les permitía cambiar de residencia ni aceptar ningún beneficio en las ciudades. Esto dio como resultado una creciente población de trabajadores migrantes sin los beneficios mínimos de la residencia, incluidos atención médica, vivienda o educación. Muchas mujeres migrantes no confían en que el gobierno proteja sus derechos. Hoy, hasta el 90% de los inmigrantes trabajan sin contrato, en violación de la legislación laboral china .

## Degradación
Para la sociedad China la libertad para mostrar la feminidad y la igualdad de género parecen incompatibles. En la era de Mao, la igualdad de género pareció prevalecer solo cuando las mujeres se vieron desexualizadas. La política de apertura garantiza la libertad de las mujeres para la resexualización, pero al mismo tiempo trae de vuelta la desigualdad de género.
Las trabajadoras de las fábricas son conocidas como " dagongmei " (niñas trabajadoras). Son tradicionalmente mujeres jóvenes migrantes que experimentan un mercado laboral segmentado en sectores de empleo informales y de bajos salarios. Los trabajadores de las fábricas orientadas a la exportación reciben el salario mínimo y el pago mínimo de horas extra, pagan las comidas y el alojamiento en la fábrica y pagan multas por infringir las normas de la fábrica . El salario diario promedio, por una jornada de 12 horas en una fábrica de juguetes, a mediados de la década de 1990 era de 1,10 dólares estadounidenses para las trabajadoras migrantes en Shenzhen. Aunque los trabajadores migrantes en China aún ganan salarios bajos, su ingreso promedio ha aumentado en los últimos años. En 2008, el ingreso diario promedio de los trabajadores migrantes en China era equivalente a US$6,48. En 2014, el ingreso promedio diario fue equivalente a US$13,86.
Estas condiciones crean una "apropiación máxima de excedentes "; la vida cotidiana de los trabajadores gira en torno a la producción fabril y depende de las condiciones económicas. El estado no permite la sindicalización local. En vez, la  Federación de Sindicatos de China (ACFTU) es el foro legítimo de representación de los trabajadores. Sin el derecho a formar sindicatos y con la ACFTU sancionada por el estado, a las trabajadoras migrantes les resulta difícil obtener derechos y trato adecuados de la dirección de la fábrica. Las estadísticas de 2003 de la Universidad Popular muestran que el 90% de los inmigrantes trabajan sin contrato, violando directamente la Ley Laboral China. Según la ACFTU, a los trabajadores migrantes se les deben más de 100.000 millones de yuanes en salarios atrasados.
Las organizaciones ahora están tratando de ayudar y empoderar a las trabajadoras migrantes a través de la capacitación y la educación sobre sus derechos laborales. Las clínicas legales han comenzado a ayudar a las mujeres migrantes a presentar reclamos contra los empleadores y las oficinas laborales locales. Un caso de explotación de trabajadoras en la fábrica de ropa Hua Yi en Beijing resultó en malos tratos por parte de la gerencia y en la retención del pago de al menos 24 mujeres. Después de presentar denuncias, en colaboración con el Centro de Estudios Jurídicos y Servicios Legales de la Mujer de la Universidad de Beijing, las mujeres recibieron 170.000 yuanes en salarios atrasados e indemnizaciones.
Las relaciones entre trabajadores y empleadores representan tanto la necesidad inmediata de las plantas de fabricación de grandes cantidades de trabajadores con salarios bajos, como las inseguridades que enfrentan los trabajadores jóvenes al mudarse a largas distancias para vivir en los dormitorios de las fábricas. La contratación de mujeres jóvenes solteras satisface las necesidades de la gestión . El empleo de mujeres jóvenes permite que la gerencia muestre el máximo control y autoridad sobre la fuerza laboral . En comparación con las mujeres mayores y los trabajadores varones, las jóvenes solteras son susceptibles a la autoridad y las exigencias de la gerencia. La manipulación común de utilizar la idea de la "fábrica como familia" por parte de los propietarios y gerentes sugiere cómo los trabajadores tienen un estatus subliminal dentro del entorno de la fábrica. Las relaciones de poder desiguales dentro de la fábrica dan como resultado demandas de la gerencia de servicios personales de las trabajadoras, desde lavado de cabello hasta sexo.